# Orbita ellittica

La figura mostra diversi tipi di traiettorie. Un esempio di orbita ellittica è indicata in rosso.

In astrodinamica e in meccanica celeste un'orbita ellittica è un'orbita con eccentricità maggiore di 0 e minore di 1.
L'energia specifica di un'orbita ellittica è negativa.

## Velocità
Sotto le ipotesi standard la velocità orbitale di un corpo che si muove su un'orbita ellittica può essere calcolata come:
{\displaystyle v={\sqrt {2\mu \left({1 \over {r}}-{1 \over {2a}}\right)}}}
dove:
- {\displaystyle \mu } è la costante gravitazionale planetaria,
- {\displaystyle r} è il raggio dell'orbita equivalente alla distanza radiale del corpo orbitante calcolata a partire dal centro del corpo stesso,
- {\displaystyle a} è la lunghezza del semiasse maggiore.

## Periodo orbitale

Due corpi con stessa massa che ruotano attorno a un baricentro comune con orbite ellittiche.

Sotto le ipotesi standard il periodo orbitale di un corpo che si muove su un'orbita ellittica può essere calcolato come:
{\displaystyle T={2\pi  \over {\sqrt {\mu }}}a^{3 \over {2}}}
dove:
- {\displaystyle \mu } è la costante gravitazionale planetaria,
- {\displaystyle a} è la lunghezza del semiasse maggiore.

Conclusioni:
- il periodo orbitale corrisponde a quello di un'orbita circolare con raggio pari al semiasse maggiore ({\displaystyle a}),
- il periodo orbitale non dipende dall'eccentricità.

## Energia
Sotto le ipotesi standard, l'energia orbitale specifica ({\displaystyle \epsilon }) di un'orbita ellittica è negativa e l'equazione della conservazione dell'energia per quest'orbita prende la forma:
{\displaystyle {v^{2} \over {2}}-{\mu  \over {r}}=-{\mu  \over {2a}}=\epsilon <0}
dove:
- {\displaystyle v} è la velocità orbitale del corpo orbitante,
- {\displaystyle r} è la distanza radiale del corpo orbitante dal centro del corpo centrale,
- {\displaystyle a} è la lunghezza del semiasse maggiore.
- {\displaystyle \mu } è la costante gravitazionale planetaria.

Conclusioni:
- L'energia specifica per le orbite ellittiche è indipendente dall'eccentricità ed è funzione del solo semiasse maggiore dell'ellisse.[2]

Dal teorema del viriale si ottiene che:
- la media temporale dell'energia potenziale specifica è uguale a 2ε
- la media temporale di r-1 coincide con a-1
- la media temporale dell'energia cinetica specifica è uguale a -ε

## Sistema solare
Nel sistema solare i pianeti, gli asteroidi, le comete e i detriti spaziali hanno orbite ellittiche attorno al Sole.
Le lune hanno orbite ellittiche attorno ai loro pianeti.
Molti satelliti artificiali hanno diverse orbite ellittiche attorno alla Terra.